# Metro v Dillí

Metro v Dillí (hindsky दिल्ली मेट्रो, anglicky Delhi Mass Rapid Transit System) je systém dráhy (podzemní, povrchová i nadzemní), který slouží největšímu městu v Indii, Dillí. První úsek první linky byl otevřen 24. prosince 2002, jednalo se po kalkatském metru o druhý takový systém v zemi. V březnu 2024 je již v provozu 10 linek s délkou přesahující 350 km, které obsluhují přes 250 stanic. Další linky a úseky jsou ve výstavbě. 
Některé části jsou vedeny nad zemí, jiné pod zemí. Některé linky jsou širokorozchodné (1676 mm), jiné s normálním rozchodem (1435 mm). V roce 2023 systém přepravil přes 2 mld. cestujících. Síť staví a provozuje společnost Delhi Metro Rail Corporation, kterou vlastní indická vláda a město Dilí.

## Linkové vedení
| # | Název linky     | Otevření prvního úseku | Poslední úsek | Délka | Počet stanic | Rozchod |
| - | --------------- | ---------------------- | ------------- | ----- | ------------ | ------- |
| 1 | Červená linka   | 2002                   | 2019          | 35 km | 29           | 1676 mm |
| 2 | Žlutá linka     | 2004                   | 2015          | 49 km | 37           | 1676 mm |
| 3 | Modrá linka     | 2005                   | 2019          | 56 km | 50           | 1676 mm |
| 4 | Modrá linka     | 2010                   | 2011          | 9 km  | 9            | 1676 mm |
| 5 | Zelená linka    | 2010                   | 2022          | 29 km | 24           | 1435 mm |
| 6 | Fialová linka   | 2010                   | 2018          | 46 km | 34           | 1435 mm |
|   | Airport Express | 2011                   | 2023          | 23 km | 7            | 1435 mm |
| 7 | Růžová linka    | 2018                   | 2021          | 59 km | 38           | 1435 mm |
| 8 | Purpurová linka | 2017                   | 2018          | 37 km | 25           | 1435 mm |
| 9 | Šedá linka      | 2019                   | 2021          | 5 km  | 4            | 1435 mm |

Mapa linek metra v Dillí

Podobně, jako je tomu například v Ciudad de México, je budování metra rozvrženo nikoliv do jednotlivých úseků, ale do fází, při kterých se otevírá více úseků i nových linek najednou. 

### Fáze I.
Celkem 65 kilometrů dlouhá síť s 59 stanicemi s 3 trasy (počáteční části červené, žluté a modré linky) byly postaveny v Dillí, stanice postupně začaly otevírat od 25. prosince 2002 do 11. listopadu 2006.

### Fáze II.

Postupné rozrůstání sítě (neaktualizováno)

Celkem 124,9 kilometrů nových tratí bylo v této fázi. S 86 stanicemi a 3 novými trasami (zelená, fialová a boční rameno modrá) a rozšířením stávajících tras (žlutá linka do Gurgaonu, modrá linka do Noidy a do Ghaziabadu) Prodloužení bylo v regionu hlavního města, ale mimo fyzické hranice státu Dillí, prodloužení bylo do států Haryana a Uttarpradéš. Na konci fáze I. a II. se kumulativní celková délka sítě stala 189,9 km. 151 stanic postupně začalo fungovat od 4. června 2008 do 27. srpna 2011.

### Fáze III.
Otevření dalších čtyř nových tras (růžová, purpurová, šedá a oranžová). Otevírání probíhalo v letech 2017 až po rok 2023.

### Fáze IV.
V roce 2019 začala výstavba další fáze, která má přidat dalších 103 kilometrů linek metra. Díky tomu celková délka metra v Dillí na konci fáze IV překročí 450 kilometrů .

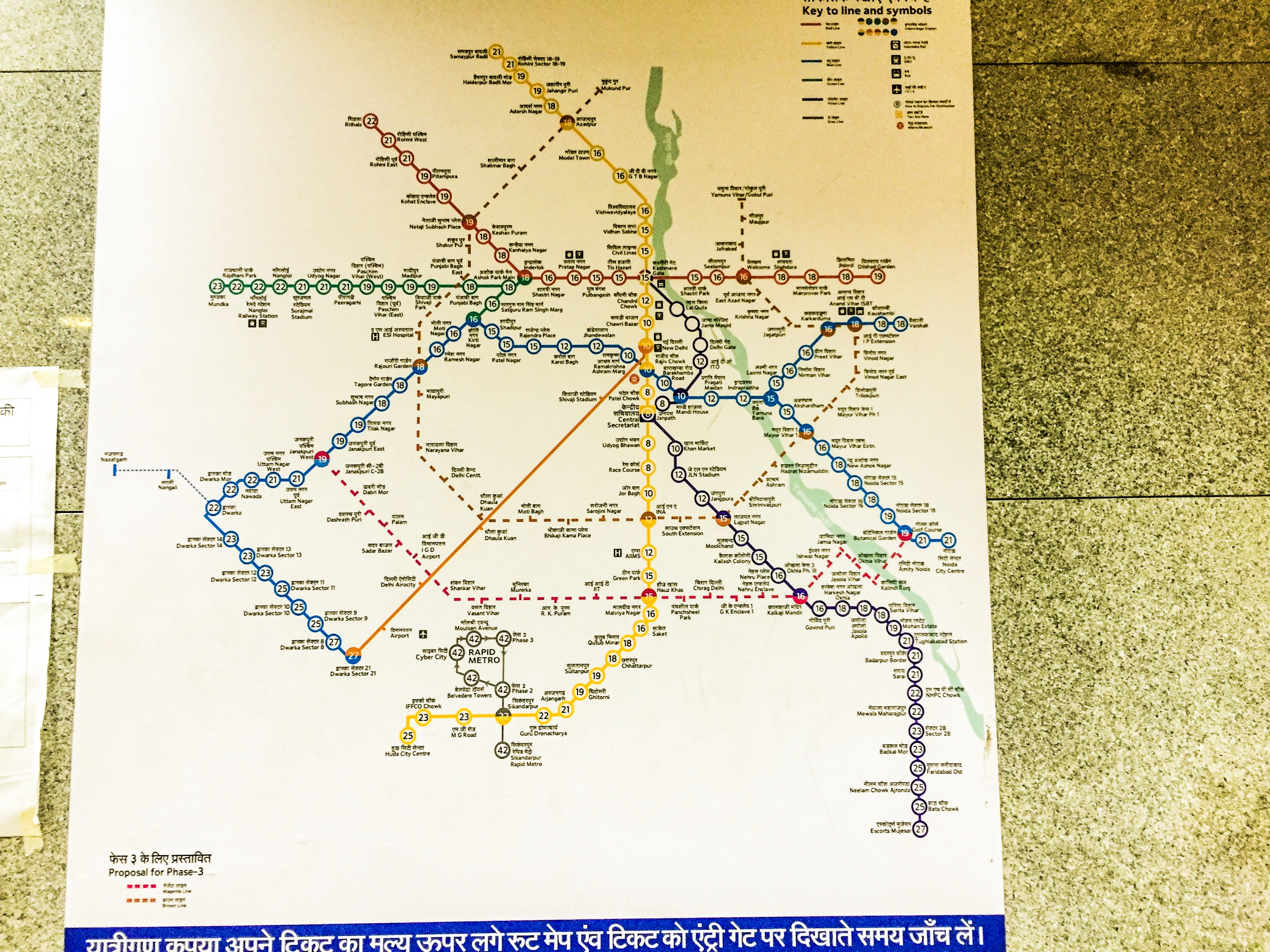
Stará mapa linkového vedení metra v Dillí

### Fáze V.
O fázi V. se jedná. Linkové vedení zatím není stanoveno, ale již se počítá s tím že se síť bude dále rozšiřovat.

#### Airport Express Line
Původně šlo o PPP projekt společnosti Reliance Infrastructure spojující centrum města s Mezinárodním letištěm Indiry Gándhíové, jehož výstavba začala v roce 2008. Provoz byl zahájen v roce 2011, o rok později však byl přerušen z technických problémů plynoucích z nekvalitní výstavby. Po dlouhých opravách byla linka znovuotevřena v lednu 2013, ale povolena byla jen poloviční rychlost vlaků. V červnu téhož roku koncesionáře prohlásil, že již nemůže linku dále provozovat a předal jí Delhi Metro Rail Corporation. Ta linku integrovala do sítě.

## Počet cestujících
Metro v Dillí mělo neustálý nárůst počtu cestujících od svého vzniku až do roku 2016, kdy dosáhlo svého vrcholu. Když byly v roce 2002 zavedeny služby metra, byl průměrný počet cestujících 80 000 lidí denně. 
Dne 25. prosince 2014 bylo oznámeno, že počet cestujících Airport Express se za poslední rok téměř zdvojnásobil na téměř 6 000 000 cestujících měsíčně, zatímco na začátku kalendářního roku to bylo něco málo přes 3 000 000 cestujících. 
Metro v Dillí mělo (2010) asi 220 vlaků se čtyřmi, šesti a osmi vozy v celkovém počtu 1290 vozů. Před dokončením fáze III. se dále plánovalo na stávající trase přidat dalších 821 vlaků. Během roku 2015 bylo v průměru během dne aktivních 1083 vlaků za hodinu (ve špičce), v letech 2012–2013 byl počet aktivních vlaků 819. V průměru vlaky provedou 2 880 jízd denně. Metro v Dillí bylo uzavřeno z důvodu pandemie koronaviru, ale provoz byl obnovena 12. září 2020.

## Vozový park
Na různých linkách jsou nasazovány různé druhy souprav od různých výrobců.
Na linky postavené v rámci fáze I. jsou nasazovány soupravy, které vyrobilo konsorcium v čele s japonskou společností Mitsubishi v závodě BEML (Bharat Earth Movers Limited). Vozy jsou z nerezové oceli a soupravy celé průchozí. Trakční napětí činí 25 kV, energie se odebírá pomocí sběrače z trolejového vedení, které je umístěno nad tratí.